# NavCam

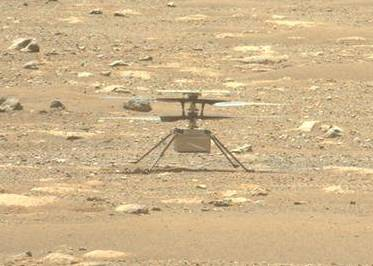
Vrtulník Ingenuity - fotografie z NavCam

Navigational camera (zkráceně NavCam nebo též Navcam) je kamera, která vznikla v rámci projektu Mars Exploration Program americké agentury NASA. Je umístěna na některých roverech, které na Marsu v současnosti operují. Na každém roveru se nacházejí dvě kamery NavCam, jedna vpravo, druhá vlevo. Na sondě Rosetta Evropské vesmírné agentury se nachází jedna kamera Navcam. Jde o jedny z inženýrských kamer těchto roverů. Spolu s kamerami HazCam se starají o bezpečnou autonomní jízdu po Marsu.

## Název
Název NavCam je zkratkou Navigational camera, což v angličtině znamená navigační kamera.

## Technologie
Kamery jsou umístěny na hlavním stožáru roveru. Fotografie z kamer slouží také k dělání panoramata z roverů a landerů. Spolu s kamerami HazCam se starají o bezpečnou autonomní jízdu po Marsu. Kamera také kontroluje to, zda se kola roveru při jízdě po kluzkém nebo písčitém povrchu neprotáčejí – to kamera pozná podle toho, kolik metrů má rover ujet (podle toho lze spočítat, kolik otočení kola má proběhnout) a kolik protočení kola reálně proběhlo. Vzdálenost mezi pravým a levým objektivem je přibližně 42 centimetrů. Rozlišení fotoaparátu je natolik dobré, že na vzdálenost 25 metrů dokáže pořídit snímek prostoru o velikosti golfového míčku.

## Cíle
Hlavním úkolem kamer je hlídat, aby rover nebyl poškozen kolizí s překážkou, především v případě, že vozítko jede bez lidské podpory.

## Testování
Testování probíhalo během mnoha let, jak vznikaly další verze kamer pro nové rovery, ale hlavní testování nejnovější verze (umístěná na roveru Perseverance) probíhalo především v roce 2019. Testování probíhalo pomocí speciální kalibrační desky, kterou zařízení snímalo z různých vzdáleností (1–40 metrů od desky).

## Galerie

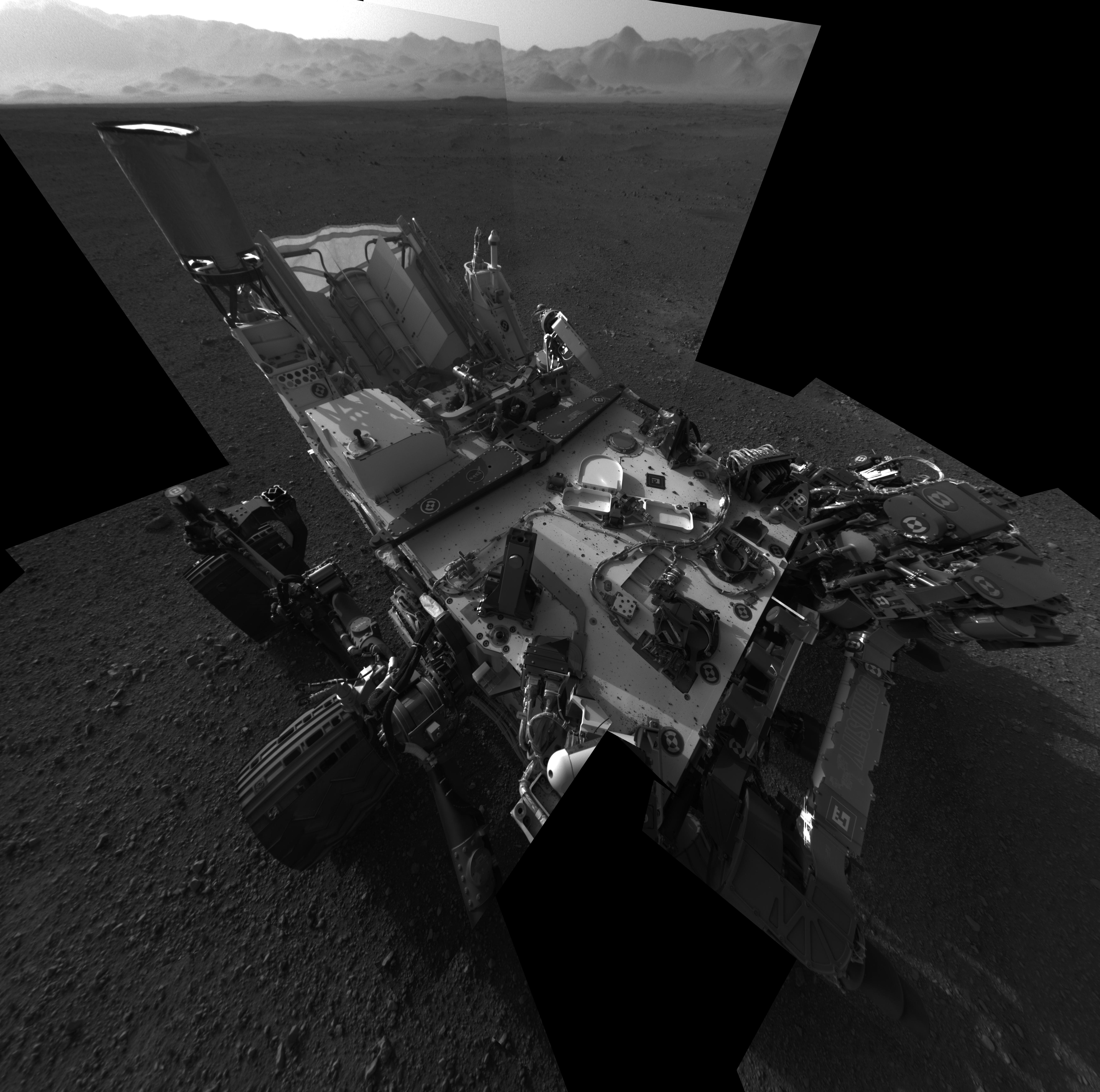
Obrázek roveru Curiosity pohledem kamery NavCam
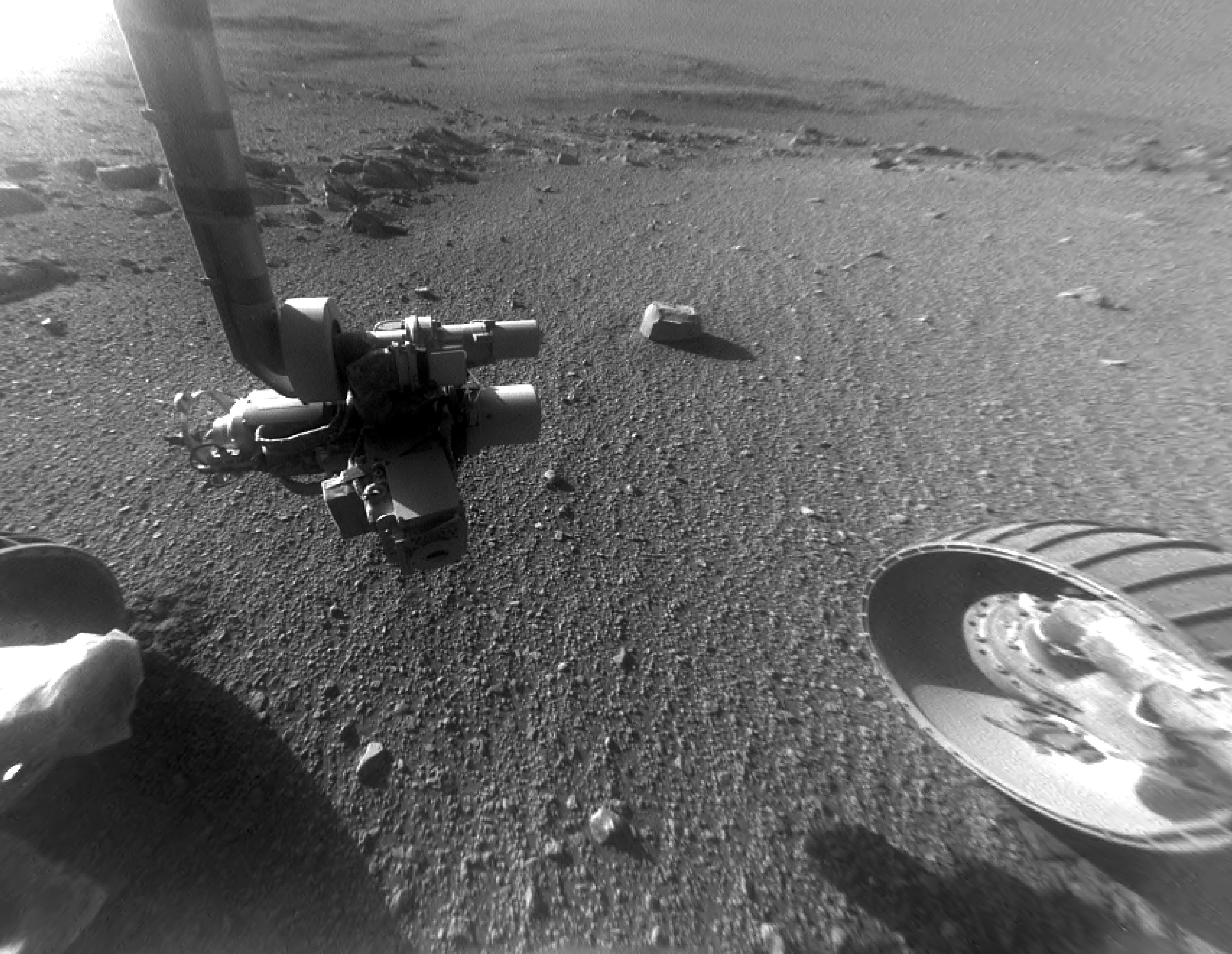
Fotografie roveru Opportunity
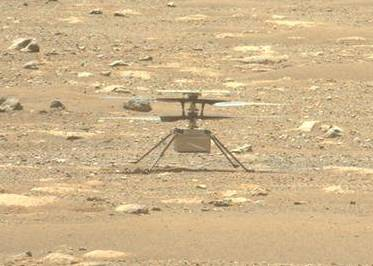
Vrtulník Ingenuity pohledem NavCam
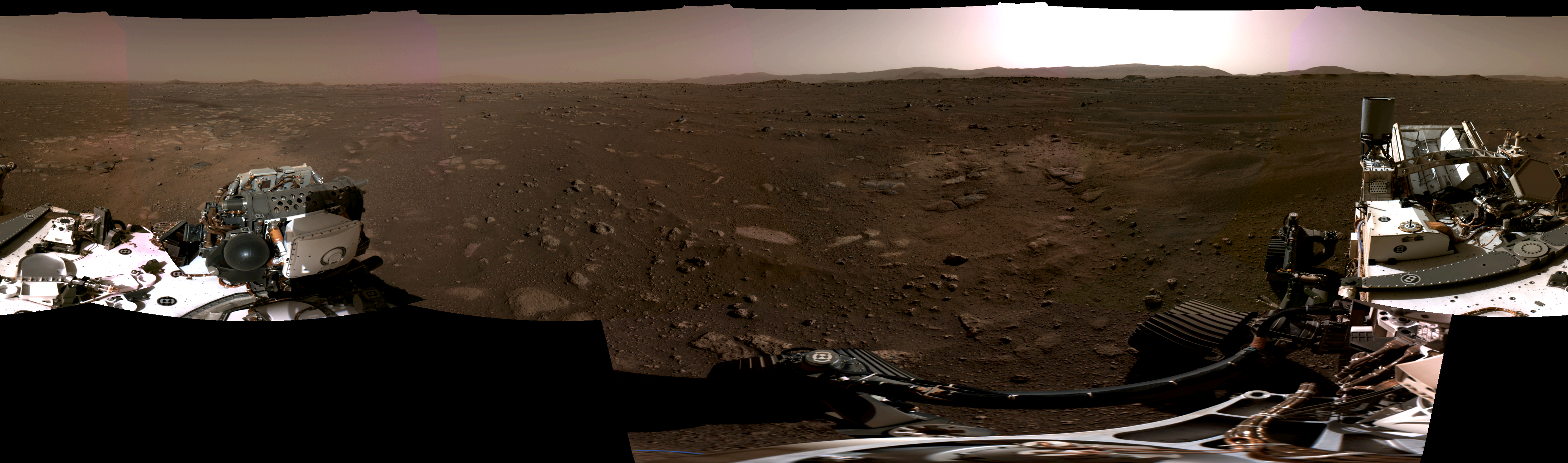
Panorama Marsu pořízené kamerami NavCam
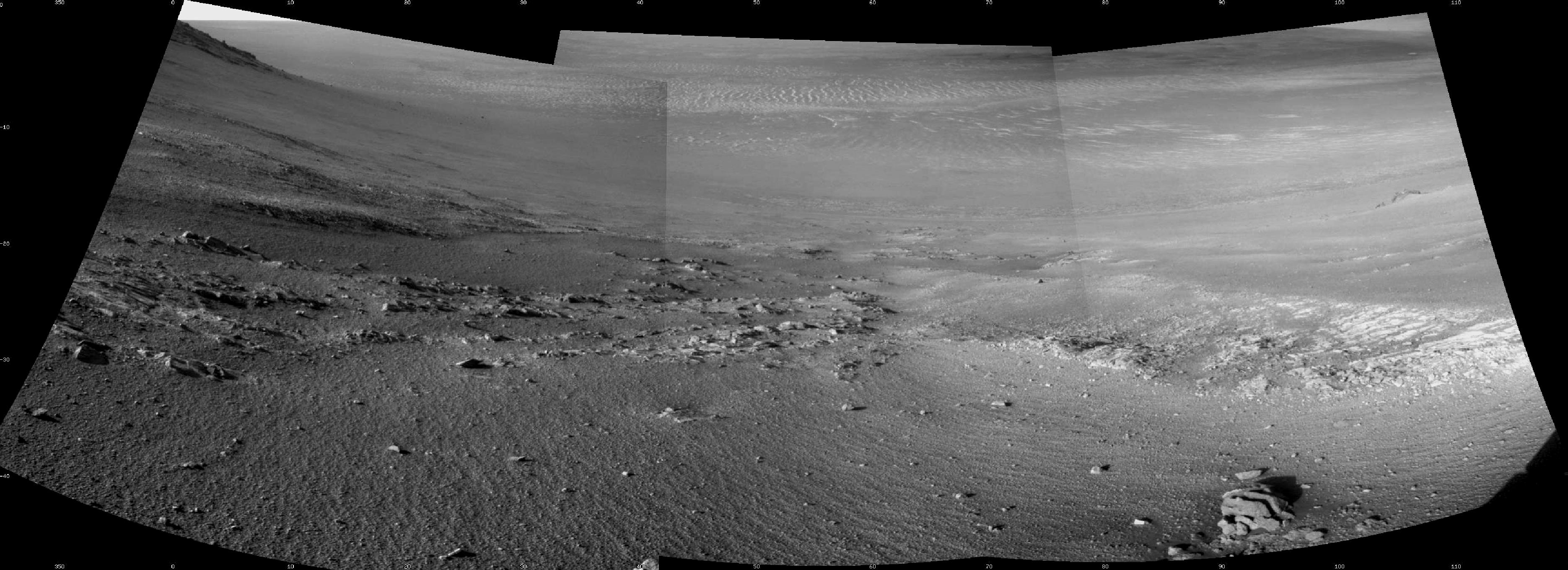
Panorama Marsu pořízené kamerami NavCam